# جوزيف سميث (ضابط بحري)
جوزيف سميث (بالإنجليزية: Joseph Smith)‏ هو ضابط بحري أمريكي، ولد في 30 مارس 1790، وتوفي في 17 يناير 1877.